# Commercial Orbital Transportation Services

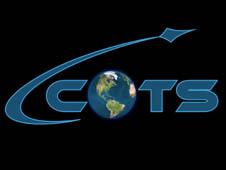
Logotipo do programa COTS.

O Commercial Orbital Transportation Services (COTS), é um programa da NASA, para coordenar os esforços no sentido de
que empresas privadas efetuem o reabastecimento e troca de tripulação da Estação Espacial Internacional.
Esse programa, foi anunciado em 18 de Janeiro de 2006, com previsão de necessidade de no mínimo até 2015.
Em 2008, a NASA anunciou as empresas vencedoras:
- A SpaceX, com 12 missões e
- A Orbital, com 8 missões